# SV Zulte Waregem (piłka nożna kobiet)
SV Zulte Waregem – kobieca sekcja belgijskiego klubu piłki nożnej SV Zulte Waregem, mający siedzibę w mieście Waregem, w północno-zachodniej części kraju, występujący od sezonu 2020/21 w rozgrywkach Super League, a wcześniej, w latach 2003–2007 i 2009–2012 w rozgrywkach Eerste Klasse oraz w sezonie 2012/13 w nowo powstałej, transgranicznej lidze Belgii i Holandii (BeNe League).

## Historia
Chronologia nazw:
- 1971: Leistameisjes
- 1972: SK Zulte – po dołączeniu do SK Zulte
- 1976: Zultse VV – po dołączeniu do Zulte Sportief
- 2001: Dames Zultse VV
- 2010: Dames Zulte Waregem
- 2012: SV Zulte Waregem – po dołączeniu do SV Zulte Waregem

Kobieca drużyna piłkarska Leistameisjes została założona w Zulte na początku 1971 roku przez zespół entuzjastów „De Leista”. Początkowo drużyna kobiet grała w niebiesko-białych barwach. Po organizacji przez KBVB oficjalnych mistrzostw Belgii klub dołączył do związku i w sezonie 1971/72 startował jako żeńska sekcja męskiego klubu SK Zulte w prowincjalnych rozgrywkach Oost-Vlaanderen. Początkowo we Flandrii Wschodniej grało 11 drużyn kobiecych, ale w sezonie 1974/75 pozostała tylko drużyna z Zulte, która następnie musiała rywalizować w rozgrywkach West-Vlaanderen. W 1976 roku klub połączył się z Zulte Sportief i potem kontynuował działalność jako Zultse VV w zielono-żółtych barwach.
W sezonie 1980/81 zespół po raz pierwszy został mistrzem prowincji. Mistrzowie prowincji musieli jednak w rundzie barażowej powalczyć o dwa miejsca promujące, a drużynie z Zultse nie udało się to. W 1982 roku drużyna znów zdobyła mistrzostwo prowincji, ale nie dotarła do rundy finałowej. Dopiero w 1987 roku zespół awansował do krajowej Tweede Klasse (D2). W 1989 roku ponownie spadł do ligi prowincjalnej, a w 1991 roku powrócił do drugiej ligi. Jednak zaliczył natychmiastowy spadek w 1992 roku, aby w następnym 1993 roku ponownie awansować, po czym był w stanie utrzymać się w drugiej lidze.
W 2001 roku Zultse VV dokonał fuzji z sąsiednim klubem męskim KSV Waregem. Pierwsza męska drużyna przeniosła się do Waregem i kontynuowała występy pod nazwą SV Zulte Waregem. Jednakże sekcja kobiet nie brała udziału w fuzji, rozdzieliła się i odtąd kontynuowała grę w ramach nowo powstałego autonomicznego klubu Dames Zultse VV. W 2003 roku zespół po raz pierwszy awansował na najwyższy poziom krajowy do Eerste Klasse. W debiutowym sezonie 2003/04 zajął przedostatnie 12.miejsce. Sezon 2006/07 zakończył na ostatniej 13.pozycji i potem musiał walczyć o utrzymanie w mistrzem drugiej ligi. Baraże z Egem Pittem zostały przegrane 1:2, 2:2 i klub spadł do Tweede Klasse. Dwa lata później, w 2009 roku, ponownie został mistrzem drugiej ligi i wrócił do Eerste Klasse. Tym razem udało się na dłużej utrzymać się na najwyższym poziomie. W 2010 roku zdecydował się na współpracę z pobliskim i powiązanym klubem męskim SV Zulte Waregem. W wyniku współpracy nazwa klubu została zmieniona na Dames Zulte Waregem, pozostał jednak niezależnym klubem. W sezonie 2012/13 startowała nowoutworzona Women's BeNe League, w której doszło do połączenia belgijskiej First Division i holenderskiej Eredivisie. W 2012 roku wcześniej niezależna Dames Zulte Waregem została włączona do klubu piłkarskiego SV Zulte Waregem. W połączonej belgijsko-holenderskiej lidze zespół zajął 15.lokatę. Ale jeszcze wiosną 2013 roku postanowił w następnym roku nie brać już udziału w BeNe League, ale powrócić do krajowej I ligi. W sezonie 2013/14 zespół zajął ósme miejsce w Eerste Klasse (D2), a w następnym sezonie był piątym.
W 2015 roku powstała Super League (D1), belgijska następczyni BeNe League. Sezon 2019/20 nie dokończono z powodu pandemii COVID-19, wówczas zespół zajmował szóste miejsce, ale otrzymał promocję do Super League. W debiutowym sezonie 2020/21 uplasował się na ósmej pozycji. W kolejnych dwóch sezonach był siódmym.

## Barwy klubowe, strój, herb, hymn
|  |  |

Klub ma barwy czerwono-zielone. Piłkarki domowe spotkania zazwyczaj grają w białych koszulkach, czerwonych spodenkach oraz czerwonych getrach.

## Sukcesy

### Trofea międzynarodowe
Do chwili obecnej klub jeszcze nigdy nie zakwalifikował się do rozgrywek europejskich.

### Trofea krajowe
| \| \| Zdobyte trofea w rozgrywkach Belgii (stan na: 31-05-2023) \| |                                                           |      |                           |
| Rozgrywki                                                          | Osiągnięcie                                               | Razy | Sezon(y)                  |
| Mistrzostwo                                                        | I miejsce                                                 | 0    |                           |
| Mistrzostwo                                                        | II miejsce                                                | 0    |                           |
| Mistrzostwo                                                        | III miejsce                                               | 0    |                           |
| Mistrzostwo                                                        | 5.miejsce                                                 | 1    | 2010/11                   |
| Puchar                                                             | zdobywca                                                  | 0    |                           |
| Puchar                                                             | finalista                                                 | 0    |                           |
| Puchar                                                             | półfinalista                                              | 3    | 2010/11, 2016/17, 2022/23 |
| II liga                                                            | I miejsce                                                 | 3    | 1980/81, 2002/03, 2008/09 |
| II liga                                                            | II miejsce                                                | 1    | 2015/16                   |
| II liga                                                            | III miejsce                                               | 0    |                           |
| Belgia                                                             | Zdobyte trofea w rozgrywkach Belgii (stan na: 31-05-2023) |      |                           |

### Inne trofea
- 1e Prov. West-Vlaanderen / Derde Klasse (D3):
  - mistrz (4x): 1981/82, 1986/87, 1990/91, 1992/93

## Poszczególne sezony

### Rozgrywki międzynarodowe

#### Europejskie puchary
Klub nigdy nie uczestniczył w rozgrywkach europejskich.

### Rozgrywki krajowe
| \| Belgia \| Bilans występów klubu w rozgrywkach piłkarskich Belgii (Stan na 31 maja 2023 r.) \| \| |                                                                                  |        |       |   |   |   |    |    |     |                                                                |        |        |      |
| Poziom                                                                                              | Rozgrywki                                                                        | Sezony | Mecze | Z | R | P | B+ | B– | Pkt | Lata                                                           | Awanse | Spadki | Naj. |
| I                                                                                                   | Eerste Klasse / Super League                                                     | 11     |       |   |   |   |    |    |     | 2003–2007, 2009–2013, od 2020/21                               | 0      | 2      | 5    |
| II                                                                                                  | Tweede Klasse / Eerste Klasse                                                    | 32     |       |   |   |   |    |    |     | 1971–1981, 1987–1989, 1991/92, 1993–2003, 2007–2009, 2013–2020 | 3      | 3      | 1    |
| III                                                                                                 | Prov. reeks / Tweede Klasse / Derde Klasse                                       | 9      |       |   |   |   |    |    |     | 1981–1987, 1989–1991, 1992/93                                  | 3      | 0      | 1    |
| | Puchar Belgii                                                                    | 46     |       |   |   |   |    |    |     | od 1976/77                                                     | 0      | 0      | 1/2  |
| | Superpuchar Belgii                                                               | 0      |       |   |   |   |    |    |     |                                                                | 0      | 0      |      |
| Belgia                                                                                              | Bilans występów klubu w rozgrywkach piłkarskich Belgii (Stan na 31 maja 2023 r.) |        |       |   |   |   |    |    |     |                                                                |        |        |      |

## Piłkarki, trenerzy, prezydenci i właściciele klubu

### Trenerzy
...
- od 2020:  Jean-Marie Saeremans

## Struktura klubu

### Stadion
Drużyna rozgrywa swoje mecze domowe w Zulte na stadionie Gemeentelijk Sportstadion Zulte, który może pomieścić 1.500 widzów.

## Kibice i rywalizacja z innymi klubami

### Derby
- Club YLA
- Cerkelladies Brugge